# Каштіліаш I
Каштіліаш I (д/н — бл. 1683 до н. е.) — 3-й вождь каситів близько 1704—1683 років до н. е. (за середньою хронологією — 1683—1660 до н. е.)

## Життєпис
Син вождя Агума I. Остаточно закріпився в області Марі (середній Євфрат), але продовжував вести напівкочовий спосіб життя, здійснюючи напади на вавилонські володіння. Ще більше посилив вплив в державі Хана.
Після його смерті сини Ушші і Абіратташ поділили родинні володіння.